# Proteus vulgaris
Proteus vulgaris è un batterio Gram-negativo a forma di bastoncello, che riduce i nitrati, indolo-positivo e catalasi-positivo, produttore di idrogeno solforato. Il batterio alberga di norma nel tratto intestinale di esseri umani e animali.
Può essere trovato nel suolo, nell'acqua e nel materiale fecale. Appartiene al gruppo delle Morganellaceae ed è un patogeno opportunista dell'essere umano. Proteus vulgaris è noto per causare infezioni alle ferite e altre specie del sui genere sono note per causare infezioni del tratto urinario.
P. vulgaris era una delle tre specie isolate dal patologo e batteriologo tedesco Gustav Hauser nella carne putrefatta. Fu identificato nell'anno 1885.
Negli ultimi due decenni, il genere Proteus, e in particolare P. vulgaris, ha subito una serie di importanti revisioni tassonomiche. 
Nel 1982, P. vulgaris è stato separato in tre biogruppi sulla base della produzione di indolo.
Nel biogruppo uno è stato inserito un Proteus indolo negativo che rappresentava una nuova specie (Proteus penneri), mentre i biogruppi due e tre sono rimasti insieme come P. vulgaris.

## Fisiologia e struttura
Secondo i test di fermentazione di laboratorio, P. vulgaris fermenta glucosio e amigdalina, ma non fermenta mannitolo o lattosio. P. vulgaris risulta positivo anche al test del rosso metile (fermentazione acida mista) ed è anche un organismo estremamente mobile.
Le condizioni ottimali di crescita di questo organismo sono in un ambiente anaerobico facoltativo con una temperatura media di circa 40 °C.

## Profilo diagnostico
Quando P. vulgaris viene testato utilizzando il sistema di identificazione API 20E, produce risultati positivi per la riduzione dello zolfo, la produzione di ureasi, la produzione di triptofano deaminasi, la produzione di indolo, l'attività a volte positiva della gelatinasi e la fermentazione del saccarosio.

## Infezioni da Proteus

### Cause ed epidemiologia
- Infezioni nosocomiali
- P. mirabilis causa il 9% delle infezioni da Proteus.
- P. vulgaris e P. penneri sono facilmente isolati in soggetti che risiedono in strutture assistenziali a lungo termine (ad esempio residenze sanitarie assistenziali e ospedali e in pazienti con malattie sottostanti o sistema immunitario compromessi.
- I pazienti con infezioni ricorrenti, quelli con anomalie strutturali delle vie urinarie, quelli che hanno avuto interventi invasivi uretrali e quelli le cui infezioni sono state acquisite in ospedale hanno una maggiore frequenza di infezioni causate da Proteus e altri organismi (ad esempio, Klebsiella, Enterobacter, Pseudomonas, enterococchi e stafilococchi).[1][2]
- P. vulgaris è altamente resistente agli antibiotici a causa della presenza di plasmidi presenti nel batterio: ciò rende le infezioni sostenute da questo germe estremamente difficili da curare. I plasmidi presentano infatti vari marcatori resistenti a diversi tipi di antibiotici.

### Espressione clinica
Le Enterobacteriaceae (di cui Proteus fa parte) e Pseudomonas sono i microrganismi più comunemente responsabili di batteriemia e di sepsi da Gram-negativi.
La presenza di sepsi associata a un'infezione del tratto urinario (IVU) può aumentare la possibilità di uropatia ostruttiva (ostruzione delle vie urinarie). Ciò è particolarmente vero per i pazienti che risiedono in strutture di assistenza a lungo termine (RSA - residenze sanitarie assistenziali), che hanno cateteri uretrali  a permanenza a lungo termine, o che hanno una storia nota di anomalie anatomiche uretro-vescicali.
Ostruzione delle vie urinarie
La produzione di ureasi porta alla precipitazione di composti organici e inorganici; questa situazione favorisce la formazione di calcoli di struvite.
I calcoli di struvite sono composti da una combinazione di fosfato idrato di magnesio e ammonio (struvite) e apatite di carbonato di calcio. La formazione di calcoli di struvite può verificarsi solo quando la produzione di ammoniaca è aumentata e il pH delle urine è elevato: condizione in cui la solubilità del fosfato è diminuita.
Entrambi questi requisiti possono verificarsi solo quando l'urina è infettata da un microrganismo che produce ureasi come ad esempio Proteus.
L'ureasi metabolizza l'urea in ammoniaca e anidride carbonica: urea 2 NH3 + CO2. La coppia ammoniaca/tampone ammonio ha un pK di 9,0, il che risulta nella combinazione di urina altamente alcalina e ricca di ammoniaca.
I sintomi attribuibili a calcoli di struvite non sono comuni. Più spesso, le donne si presentano con infezione delle vie urinarie, dolore ai fianchi o in regione lombare, o ematuria, e si trovano ad avere un pH delle urine persistentemente alcalino (> 7,0).

## Trattamento
Gli antibiotici a cui normalmente P. vulgaris è sensibile sono:
- Ciprofloxacina
- Ceftazidime
- Netilmicina
- Sulbactam/ampicillina[3]
- Cefoperazone
- Meropenem
- Piperacillina/tazobactam